# The Foxy Duckling
Pour plus de détails, voir Fiche technique et Distribution.
The Foxy Duckling est un court métrage d'animation américain de la série Merrie Melodies, réalisé par Arthur Davis et produit par la Warner Bros. Cartoons, sorti en 1947.